# Snörning

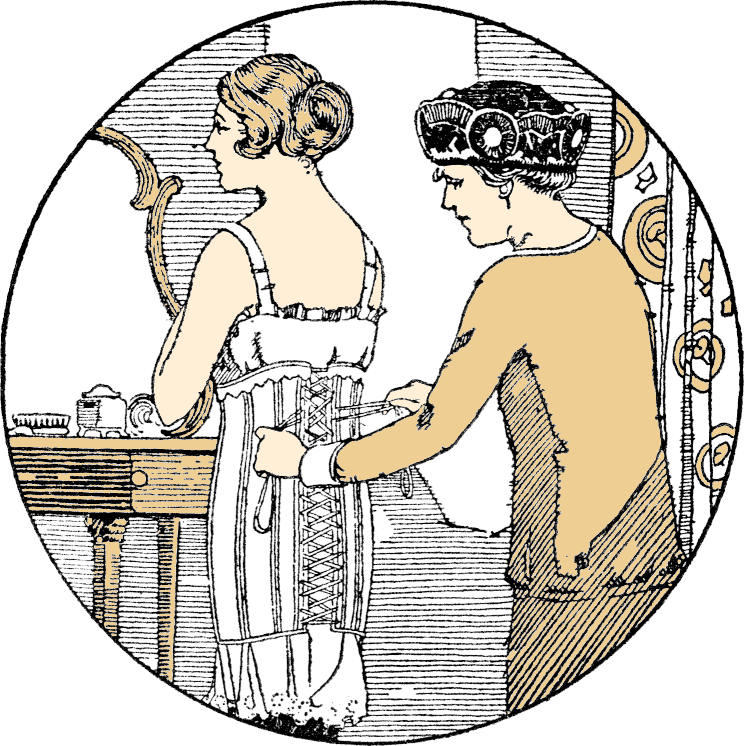
Korsett med snörning.

Snörning är ett snöre som löper genom hål eller öglor för att binda fast en sko eller ett klädesplagg.

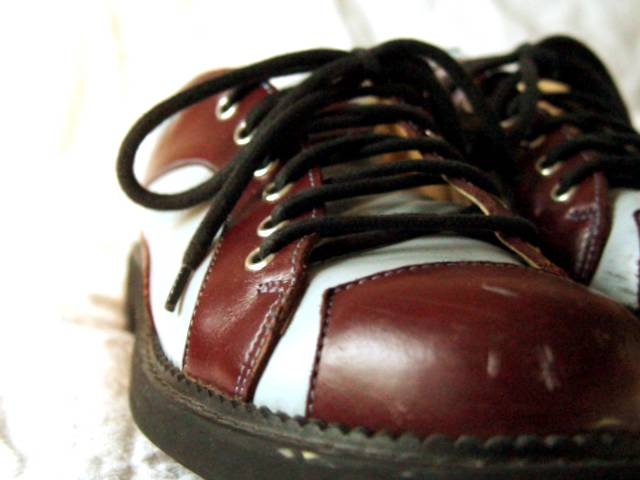
Skor med snörning.